# 西岡家住宅

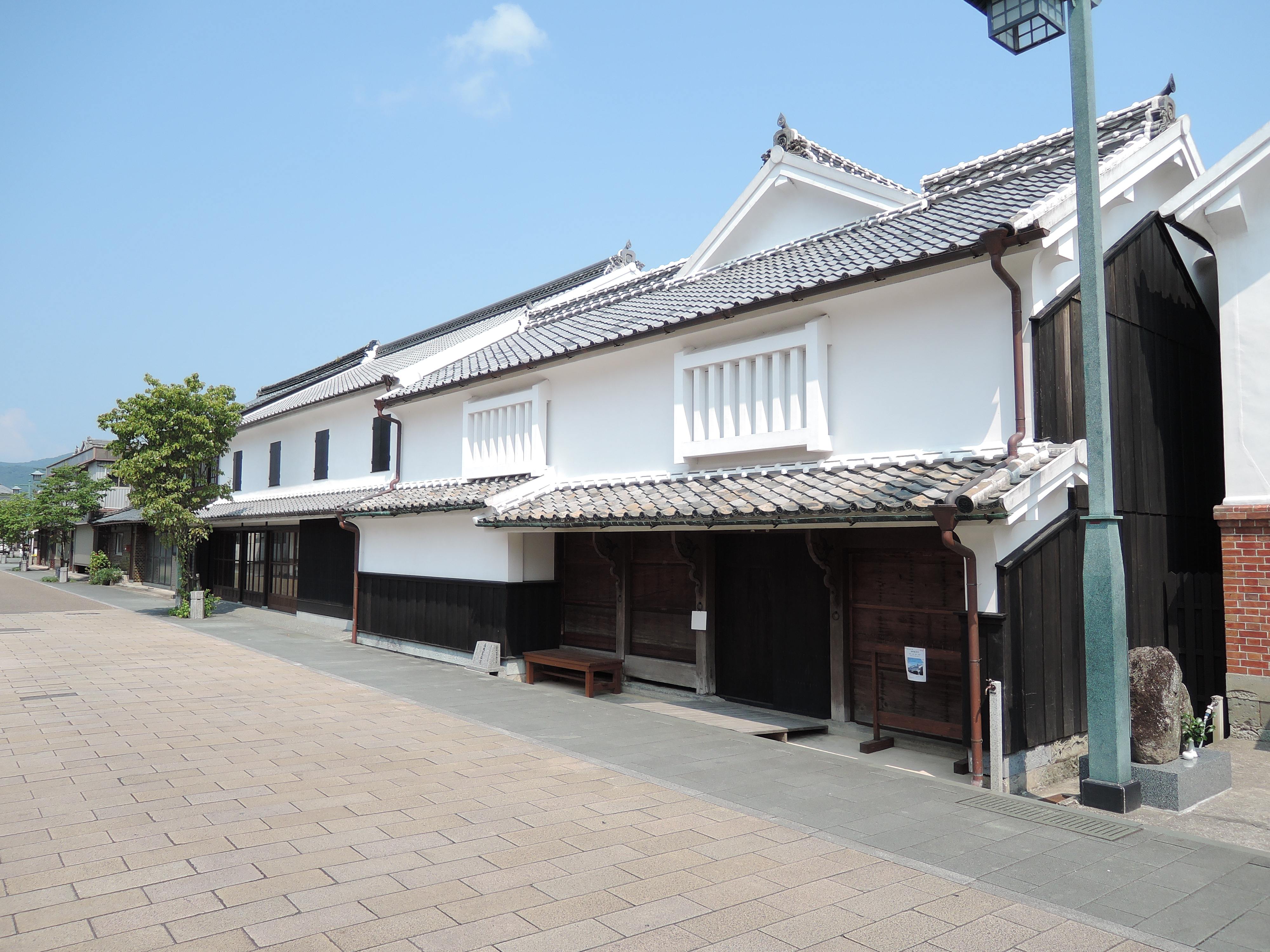
西岡家住宅

西岡家住宅（にしおかけじゅうたく）は、佐賀県嬉野市塩田津重要伝統的建造物群保存地区にある、商家にして歴史的建造物。国の重要文化財に指定されている。

## 概要
西岡家は、長崎街道の宿場町と有明海の川港として栄えた塩田津で、廻船問屋を営んでいた豪商であった。この地には、1810年（文化7年）頃移住した。現在の家屋は江戸時代末期の1852年（嘉永5年）に建築を始め1855年（安政2年）に完成した。当時は裏庭が川に面しており、資材の船運による搬出入作業をそこで行っていた。商家であったため、家屋の通りに面した部分は、全体を開放できる作りになっており、土間と店の間の前面は、全体が開放できるよう、出入り口は「吊大戸（つりおおど）」にして空間を確保している。
西岡家住宅は1974年（昭和49年）2月5日に国の重要文化財に指定された。またこの塩田津一帯は重要伝統的建造物群保存地区に選定されている。

## 建築概要[1]
- 建築年代は1855年。
- 屋根は切妻造Ｔ字形、桟瓦葺、平入り。
- 大屋根の正面に破風が見られる、大壁造り。
  - 正面11.8m、桁行17.9m。
  - 背面突出部　桁行8.8m、梁間6.0m。
- 風呂場及び便所附属。

## 所在地
〒849-1411　佐賀県嬉野市塩田町大字馬場下甲720

## アクセス
- JR長崎本線肥前鹿島駅から祐徳バス塩田経由嬉野温泉行き、もしくは佐世保線・西九州新幹線武雄温泉駅から嬉野市役所塩田庁舎経由祐徳神社前行き乗車、「塩田下町」下車。

## 公開時間
- 公開自由（但し外観のみ）
内部は日曜と祝日に公開[2]